# Partiet för nationell återuppståndelse
Partiet för nationell återuppståndelse,  Tautos prisikėlimo partija (TPP), är ett populistiskt parti, med sexton mandat i Litauens parlament.
Partiledare är Arūnas Valinskas, känd skådespelare, producent och talman i seimas.
Efter parlamentsvalet i oktober 2008, kom TPP att bilda regering tillsammans med Fosterlandsförbundet - Litauiska kristdemokrater och Liberala centerunionen.